# Dick Ket
Dick Ket (10 de octubre de 1902 - 15 de septiembre de 1940) fue un pintor holandés conocido por su realismo mágico. Destacó por sus pinturas de bodegones y autorretratos.

## Biografía
Nacido en Den Helder, Ket se crio entre Hoorn y Ede, antes de asistir a la escuela Kunstoefening en Arnhem, entre 1922 y 1925. Nacido con una enfermedad cardíaca congénita cianótica (que podría ser diagnosticado como tetralogía de Fallot), tuvo limitados sus movimientos y vivió agobiado por sus fobias, recluido en casa de sus padres, en Bennekom, desde 1930. Conoció el arte moderno principalmente a través de reproducciones, y se concentró en bodegones y autorretratos. Su salud empeoró en su última década, lo que le llevó a su temprana muerte en Bennekom en 1940.

## Trabajos
Si bien las primeras pinturas de Dick Ket fueron de estilo impresionista, el arte del Neue Sachlichkeit lo influenció decisivamente en 1929 y, a partir de entonces, su estilo puede ser llamado realista mágico.

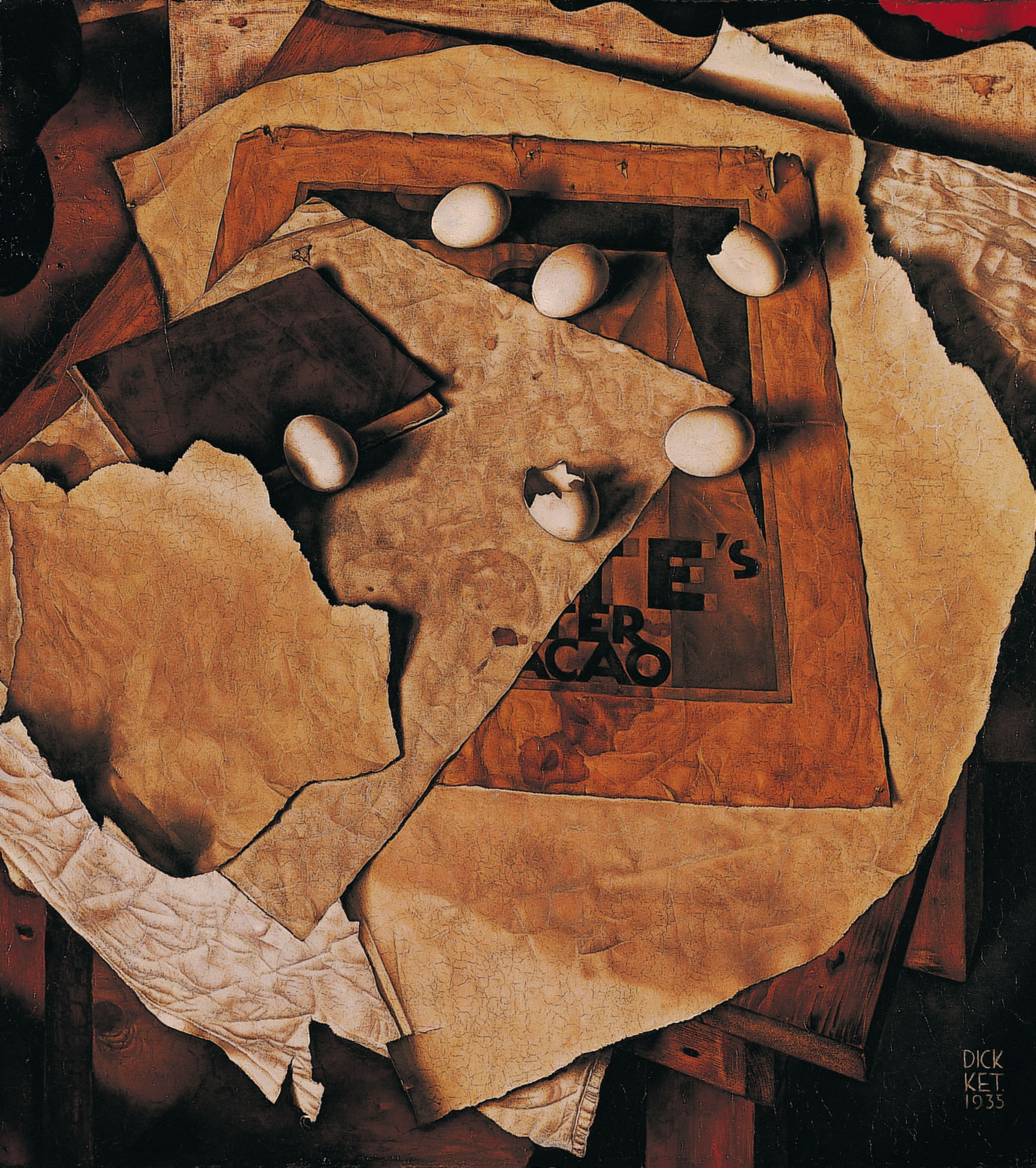
Bodegón con huevos (1935).

Sus naturalezas muertas meticulosamente compuestas y representadas presentan objetos favoritos como botellas, un cuenco vacío, huevos e instrumentos musicales. Ket yuxtapuso estos objetos en arreglos angulares, vistos desde un alto punto de vista, sus sombras proyectadas crean enfáticas diagonales. Estas composiciones revelan la influencia del cubismo como se filtra a través de los carteles de Cassandre, que se representan con frecuencia en las pinturas de Ket. Otra fuente de inspiración vino de los primitivos flamencos, a los que Ket admiró por su atmósfera de austera reverencia que él llamó su calidad de "intrusismo".
Ket realizó aproximadamente 140 obras al óleo, de las que destacan 40 autorretratos. Como resultado de su experimentación técnica con diferentes formulaciones y aditivos para el medio de glaseado, algunas de sus pinturas no están completamente secas después de seis décadas. En sus autorretratos, son evidentes los síntomas progresivos de su deterioro físico, como la cianosis o la acropaquia de los dedos.
Entre los museos que exponen obra de Ket podemos citar el Rijksmuseum en Ámsterdam, el Museo Arnhem y el Museo Boijmans Van Beuningen de Rótterdam.

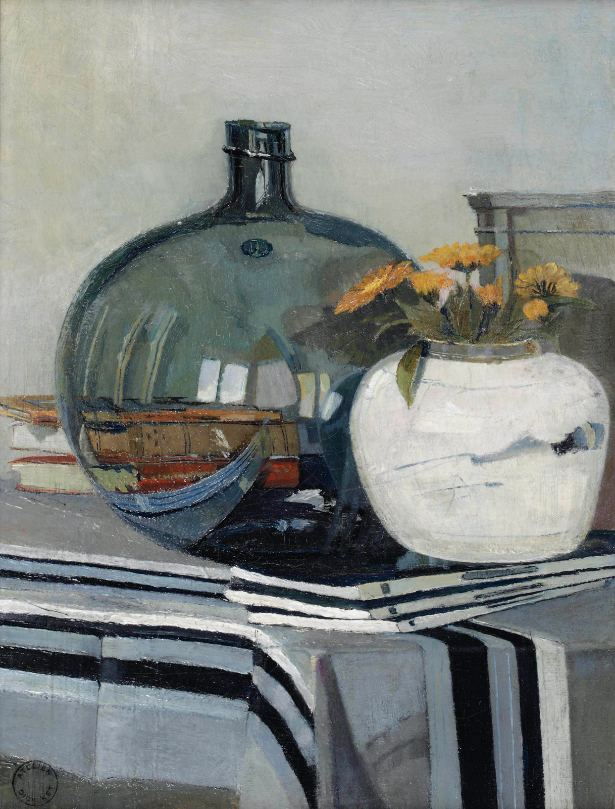
Bodegón (1925)
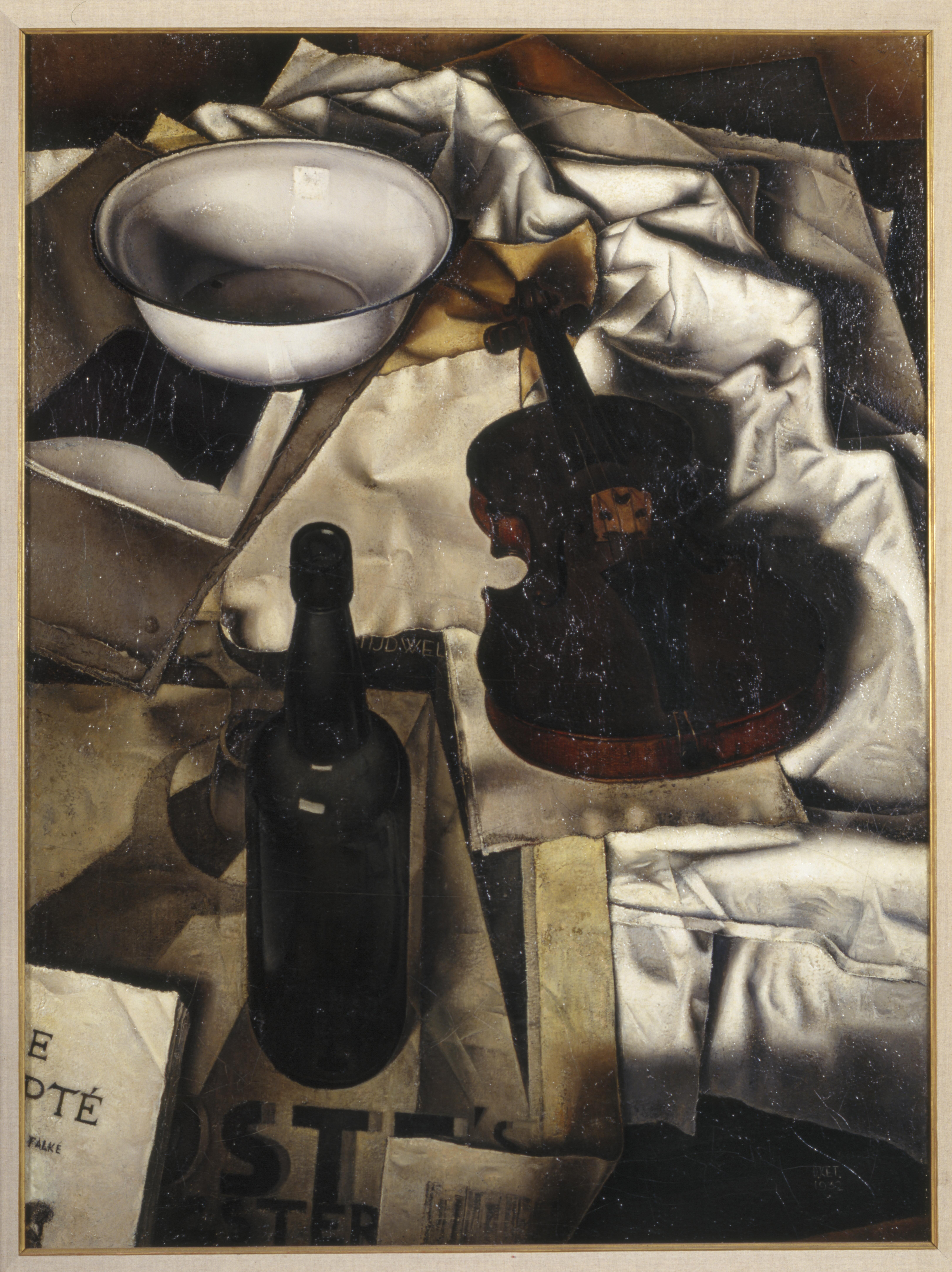
Bodegón (1932)
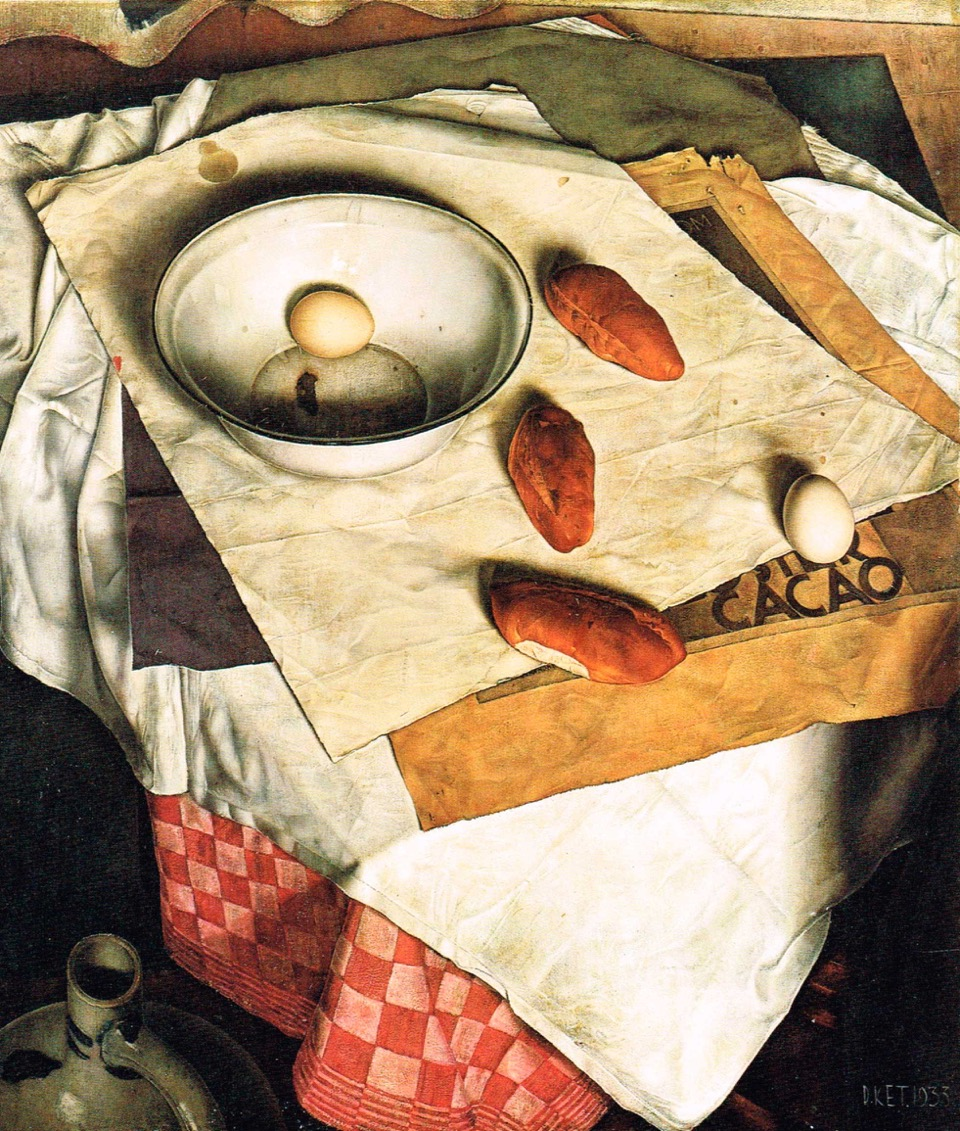
Bodegón (1935)
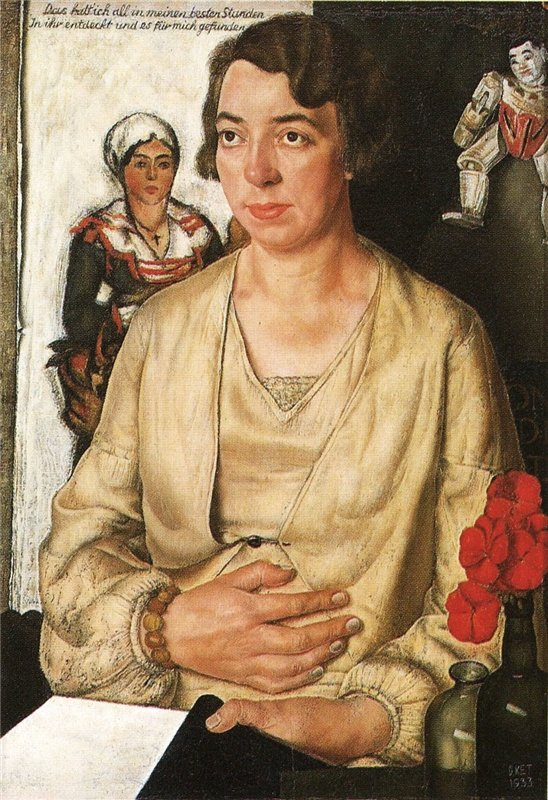
Nel Schilt
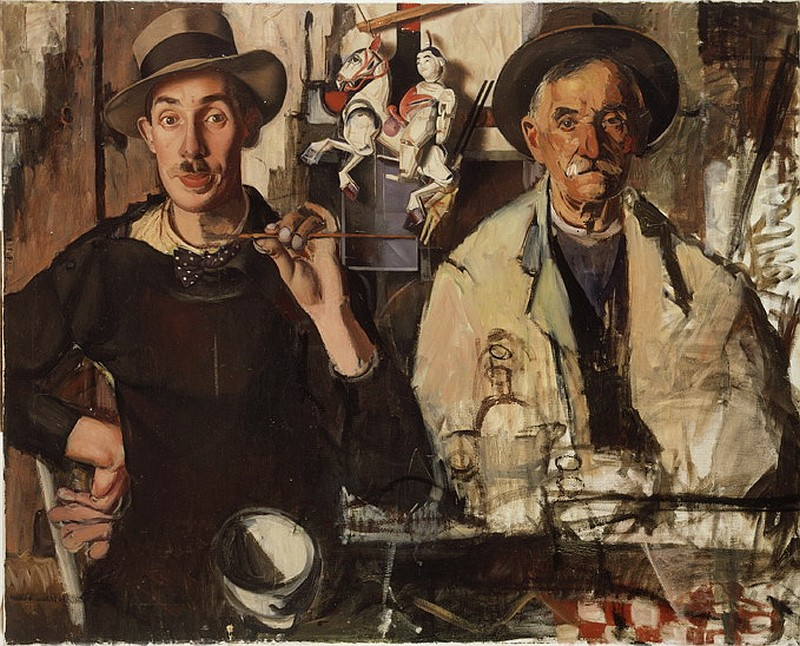
Retrato doble (1939)